# Ard Schenk
Pour les articles homonymes, voir Schenk.
Adrianus « Ard » Schenk, né le 16 septembre 1944 à Anna Paulowna, est un patineur de vitesse néerlandais. Il a remporté trois médailles d'or aux Jeux olympiques d'hiver de 1972 et une médaille d'argent aux Jeux olympiques d'hiver de 1968. Il a également remporté de nombreuses médailles aux championnats du monde et d'Europe dans les années 1960 et 1970.

## Carrière
Ard Schenk remporte la médaille d'argent sur 1 500 mètres aux Jeux olympiques d'hiver de 1968 organisés à Grenoble (France) et il s'adjuge trois médailles d'or aux Jeux de 1972 à Sapporo (Japon) : sur 1 500, 5 000 mètres et 10 000 mètres. Il est l'athlète le plus médaillé de ces Jeux en compagnie de la fondeuse soviétique Galina Kulakova. Il obtient aussi sept médailles aux championnats du monde toutes épreuves, dont l'or en 1970, 1971 et 1972, ainsi que deux médailles aux championnats du monde de sprint et quatre dont trois d'or aux championnats d'Europe toutes épreuves. Pendant sa carrière, Schenk bat 18 records du monde : il est par exemple le premier à passer sous les deux minutes sur 1 500 mètres et sous les quinze minutes sur 10 000 mètres. Il reçoit le prix Oscar Mathisen, qui récompense la meilleure performance de la saison, à trois reprises et il est élu quatre fois sportif néerlandais de l'année. Après sa carrière, il est notamment chef de mission des Pays-Bas pour les Jeux d'hiver de 1992 à 1998,.

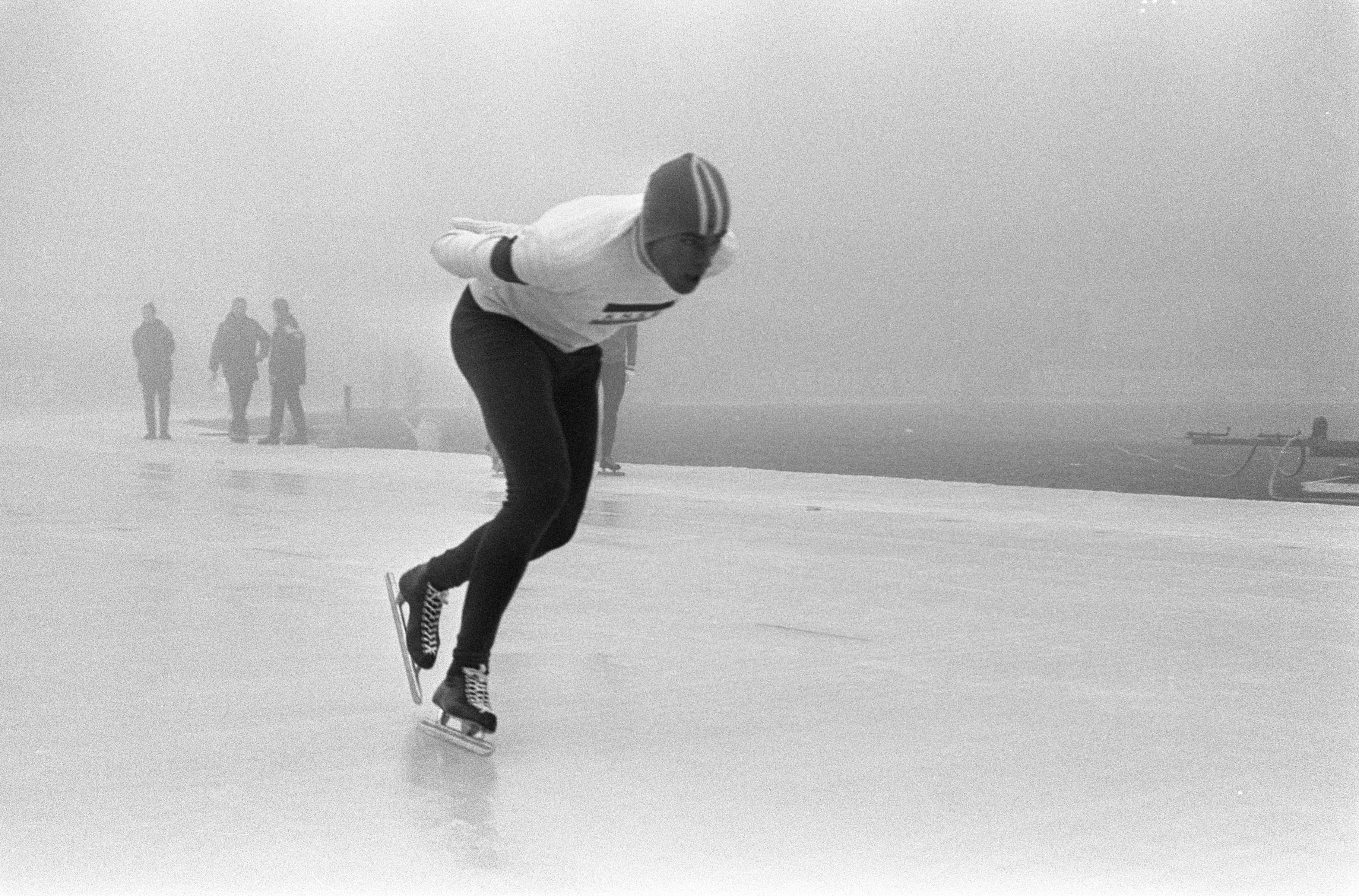
Schenk (Deventer, 1965)
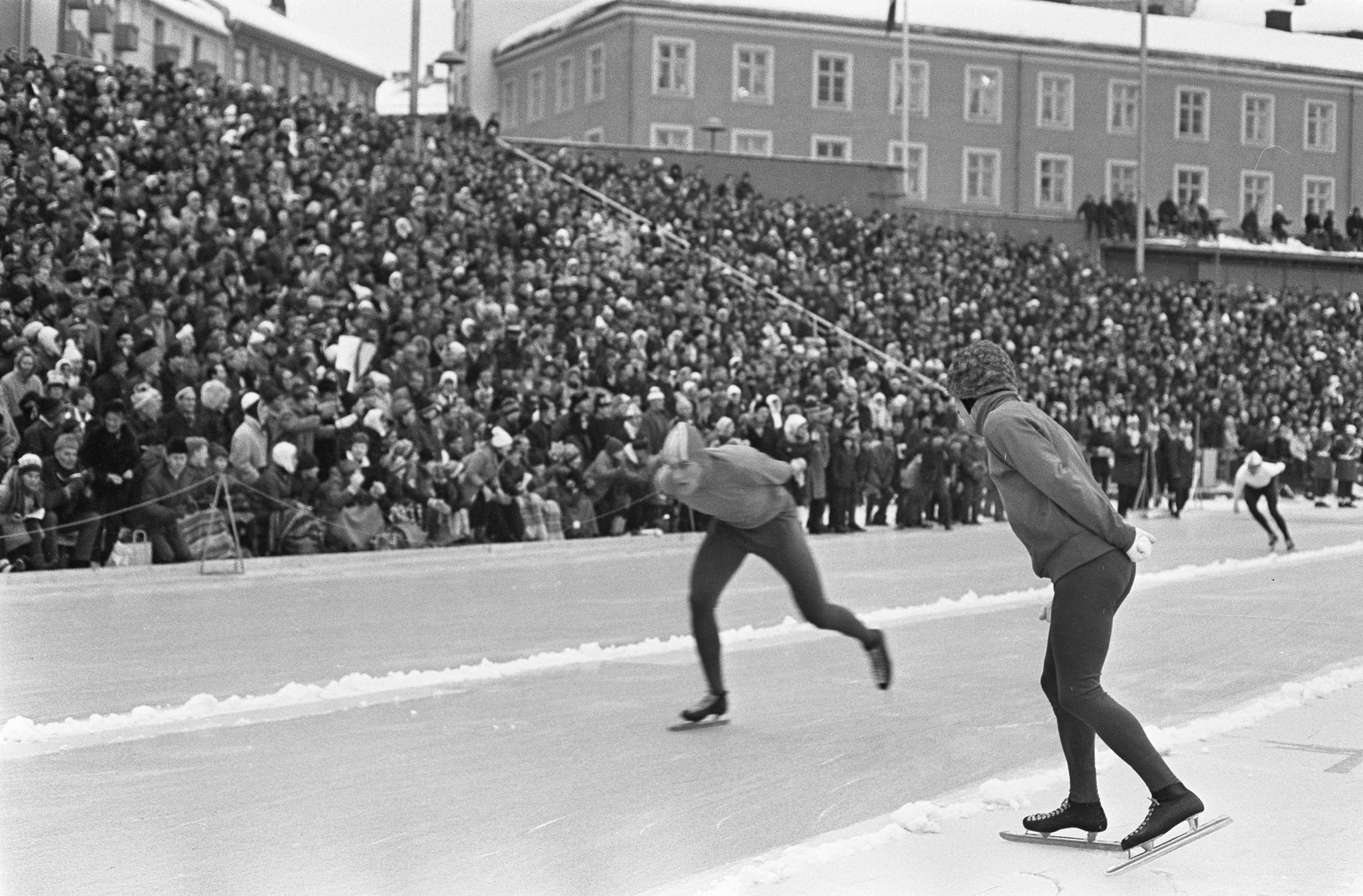
Schenk (Oslo, 1967)
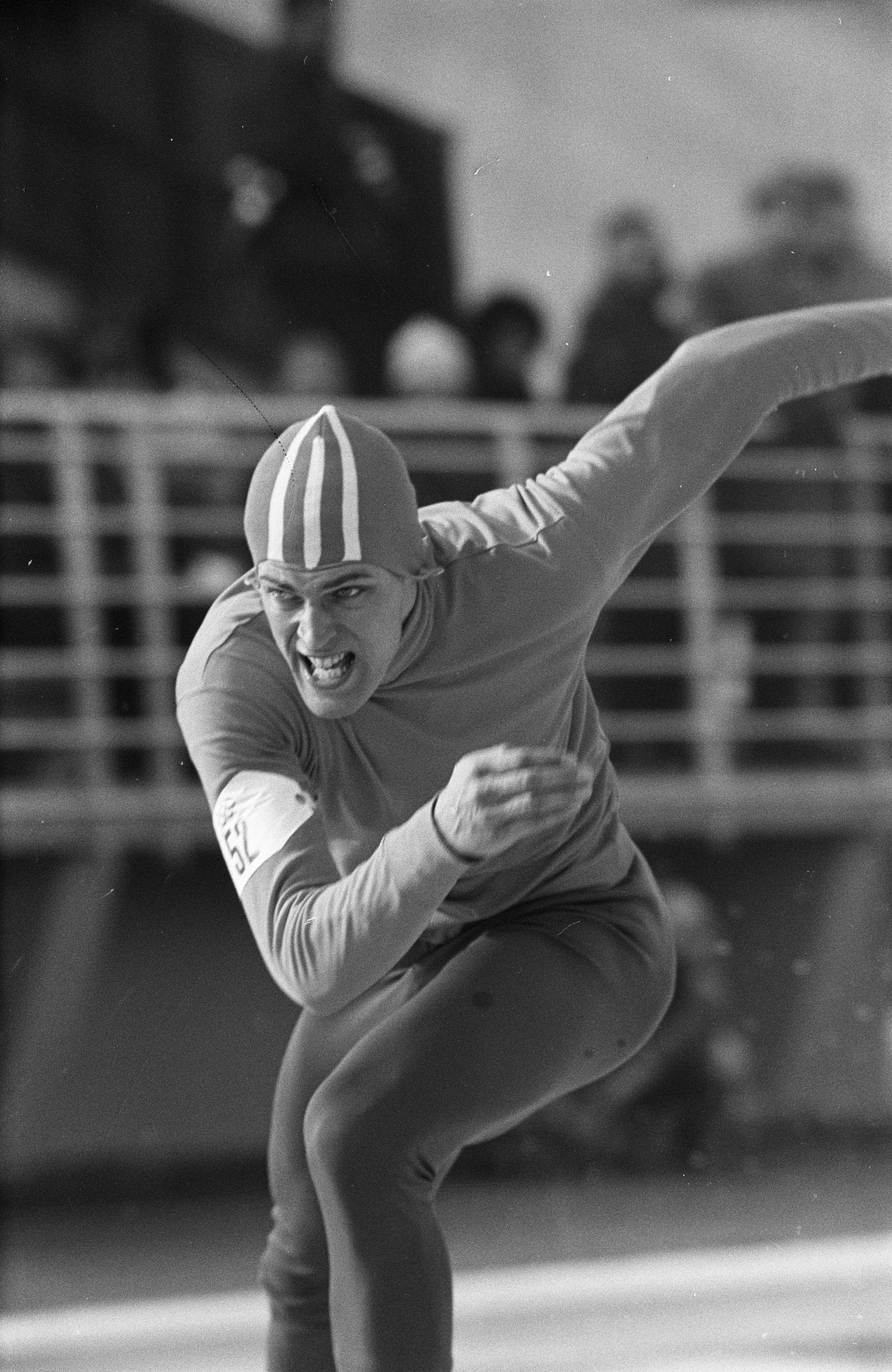
Schenk (Grenoble, 1968)

## Records personnels
| Distance      | Temps         | Année |
| ------------- | ------------- | ----- |
| 500 mètres    | 38 s 9        | 1971  |
| 1 000 mètres  | 1 min 18 s 8  | 1971  |
| 1 500 mètres  | 1 min 58 s 7  | 1971  |
| 5 000 mètres  | 7 min 9 s 8   | 1972  |
| 10 000 mètres | 14 min 55 s 9 | 1971  |